# Ester Capella
Ester Capella i Farré (Seo de Urgel, 3 de abril de 1963) es una jurista y política española. Ha sido senadora designada por el Parlamento de Cataluña en la X Legislatura (2013-2016) y diputada en el Congreso de los Diputados en la XI Legislatura.

## Biografía
Licenciada en Derecho por la Universidad de Barcelona, al acabar la carrera colaboró con la cátedra de Derecho Civil de Lérida durante el curso 1987-1988. Abogada en ejercicio desde 1988 está adscrita al Colegio de Abogados de Barcelona y al de Sant Feliu de Llobregat.
Fue presidenta de la Asociación Catalana de Juristas Demócratas entre 2003 y 2007.
En el ámbito político, formó parte como independiente en la candidatura de Esquerra Republicana de Catalunya en el Ayuntamiento de Barcelona en las elecciones municipales de 2007 y fue elegida concejala. Entre 2007 y 2011 fue la concejala portavoz de ERC en el Ayuntamiento. En 2008 se afilió a ERC. 
En 2011 se hizo cargo de la gerencia del barcelonés Instituto Municipal de Personas con Discapacidad, que dejó en 2013 al ser designada senadora por el Parlamento de Cataluña. En las elecciones generales españolas de 2015 fue elegida diputada por Barcelona.
El 19 de mayo de 2018 fue nombrada Consejera de Justicia por el presidente de la Generalidad de Cataluña, Joaquim Torra. Investida como  Consejera de Justicia el 2 de junio de 2018.